# Красне (Миколаївський район)
Кра́сне — село в Україні, у Березанській селищній громаді Миколаївського району Миколаївської області. Населення становить 1198 осіб.

## Герб
Затверджений: 6 грудня 2016 р. Автор: І. Янушкевич.
В щиті складеної із червоної черепиціз срібними краями, срібне вістря, обтяжене червоним поштовим ріжком із синіми декоративними китицями, підвішеним на такого ж кольору підкову.

## Історія
Перші офіційні згадки про населений пункт, який знаходився біля нинішнього села Красне, знайдені на польській карті, котру склав відомий італійський картограф Джованні Антоніо Ріцці Дзанноні  у 1767 році. 
На той час ця територія належала Османській Імперії. На ній ми можемо бачити поселення ногайських татар Сузак-Кіой.
Станом на 1886 у німецькій колонії Красне Олександрфельдської волості Одеського повіту Херсонської губернії мешкала 201 особа, налічувалось 41 дворове господарство, існували римо-католицький молитовний будинок, поштова станція, школа та лавка.
7 (20) листопада 1917 року, відповідно до Третього Універсалу Української Центральної Ради, увійшло до складу Української Народної Республіки.  

## Населення

### Мова
Розподіл населення за рідною мовою за даними перепису 2001 року:
| Мова       | Відсоток |
| ---------- | -------- |
| українська | 95,24%   |
| російська  | 4,51%    |
| інші       | 0,25%    |